# Daten-Governance-Rechtsakt
Der Daten-Governance-Rechtsakt (Data Governance Act, DGA) ist eine Verordnung der Europäischen Union und legt die Grundlagen für die Schaffung eines europäischen Datenaustauschmodells fest. Ziel des Daten-Governance-Rechtsaktes ist es, die Bedingungen für die gemeinsame Datennutzung im europäischen Binnenmarkt zu verbessern, einen harmonisierten Rahmen für den Datenaustausch zu schaffen sowie grundlegende Anforderungen an die Daten-Governance zu etablieren. Unter Daten-Governance in diesem Sinne ist ein System der Regelung und Organisation des Umgangs mit Daten zu verstehen, wobei die Erleichterung von Kooperationen im Blickfeld steht.
Der Gesetzentwurf wurde erstmals im Rahmen der europäischen Datenstrategie 2020 angekündigt und im November 2020 vorgestellt. Im November 2021 einigten sich die Verhandlungsführer von Rat und Parlament vorläufig. Die Einigung sieht vor, dass Datenvermittlungsdienste in einem Register aufgeführt werden müssen, um Kunden zu ermöglichen sicherzugehen, dass die Dienstleister vertrauenswürdig sind. Dienstleister für Datenaustausch (Datentreuhänder) sollen außerdem nicht selbst Daten für eigene Zwecke auswerten dürfen, um sicherzustellen, dass sie neutrale Marktplätze darstellen und diese Dienste nicht mit weiteren Angeboten verknüpfen, um Lock-in-Effekte zu vermeiden. Um fairen Wettbewerb zu garantieren, sollen neue Verträge zur exklusiven Nutzung von Daten zwischen Behörden und Unternehmen auf ein Jahr begrenzt werden, bestehende auf zweieinhalb Jahre.
Der Daten-Governance-Rechtsakt gilt ab dem 24. September 2023 unmittelbar in jedem Mitgliedsstaat der Europäischen Union.

## Inhalt
Der Daten-Governance-Rechtsakt hat in einer fragmentarisch anmutenden Regelung von Einzelaspekten vornehmlich 4 Kernthemen zum Inhalt (Artikel 1, Absatz 1):

### Weiterverwendung bestimmter Kategorien geschützter Daten im Besitz öffentlicher Stellen (Kapitel II)
Ergänzend zur EU-Richtlinie über offene Daten und die Weiterverwendung von Informationen des öffentlichen Sektors (Open Data-und PSI-RL) soll der Daten-Governance-Rechtsakt die Nutzung geschützter und deshalb nicht per se weiterverwendbarer Daten im Besitz öffentlicher Stellen (Artikel 2, Nr. 17) durch private Nutzende ermöglichen. Der Daten-Governance-Rechtsakt schafft allerdings explizit keine Rechtsgrundlage für einen Zugang zu solchen Daten und berührt auch nicht entsprechende Rechte und Pflichten nach nationalem Recht und Unionsrecht (Artikel 1, Absätze 2 bis 5), insbesondere nicht die Datenschutzgrundverordnung (Artikel 1, Absatz 3). Aber wenn öffentliche Stellen nach nationalen Normen den Zugang zu geschützten Daten gewähren, dann gelten hinsichtlich der Weiterverwendung die Regeln des Daten-Governance-Rechtsakts. Der Daten-Governance-Rechtsakt definiert sowohl Kategorien geschützter Daten als auch Institutionen und Daten, die von ihm ausgenommen sind (Artikel 3). Öffentliche Stellen müssen über Anträge auf Weiterverwendung von geschützten Daten grundsätzlich innerhalb von 2 Monaten entscheiden, wobei für Antragstellende ein Rechtsbehelfsanspruch besteht (Artikel 9). Ein grundsätzliches Verbot von Ausschließlichkeitsvereinbarungen zur Weiterverwendung geschützter Daten soll insbesondere Wettbewerbsbeeinträchtigungen und Monopolstellungen vermeiden (Artikel 4). Öffentliche Stellen haben die Weiterverwendung ihrer geschützten Daten durch angemessene Bedingungen zu fördern, zugleich aber auch den Schutz der Daten weiterhin zu gewährleisten (Artikel 5). Sie können für die Erlauben zur Weiterverwendung Gebühren erheben, die aber auf die Durchführung eines entsprechenden Antragsverfahrens zu begrenzen sind (Verfahrenskosten) (Artikel 6). Die EU-Mitgliedstaaten sind verpflichtet, zum einen Institutionen (zuständige Stellen) festzulegen und angemessen auszustatten, die die öffentlichen Stellen bei der Bereitstellung ihrer geschützter Daten rechtlich, technisch und organisatorisch unterstützen sollen (Artikel 7), sowie zum anderen alle Informationen und Bedingungen zur Weiterverwendung über zentrale Informationsstellen zur Verfügung zu stellen (Artikel 8).

### Anforderungen an Datenvermittlungsdienste (Kapitel III)
Datenvermittlungsdienste sind Dienste, mit denen Geschäftsbeziehungen zwischen einer unbestimmten Anzahl von betroffenen Personen oder Dateninhabern einerseits und Datennutzern andererseits hergestellt werden sollen, um die gemeinsame Datennutzung zu ermöglichen (Artikel 2 Nr. 11). Bestimmte Datenvermittlungsdienste unterliegen einem Anmeldeverfahren bei dafür zuständigen Behörden (Artikel 10). Der Daten-Governance-Rechtsakt legt das Prozedere und die Voraussetzungen für eine solche Anmeldung (Artikel 11) sowie die Bedingungen fest, nach denen Anbieter Datenvermittlungsdienste nur erbringen dürfen (Artikel 12). Die EU-Mitgliedstaaten sind verpflichtet Institutionen (zuständige Stellen) zu benennen, die zum einen die Aufgaben in Zusammenhang mit dem Anmeldeverfahren für Datenvermittlungsdienste wahrnehmen (Artikel 13) und zum anderen die Einhaltung der Anforderungen an die Anbieter von Datenvermittlungsdiensten überwachen und beaufsichtigen (Artikel 14).

### Datenaltruismus (Kapitel IV)
Datenaltruismus bezeichnet das freiwillige Zurverfügungstellen personenbezogener und nicht personenbezogener Daten zur Weiterverwendung durch die Öffentlichkeit ohne finanzielle Gewinnerzielungsabsichten derjenigen, die die Daten zur Verfügung stellen (Datenaltruistische Organisationen). Der Daten-Governance-Rechtsakt eröffnet zum einen den EU-Mitgliedsstaaten die Befugnis, organisatorische und technische Regelungen sowie nationale Strategien zum Datenaltruismus festzulegen (Artikel 16) und zudem national zuständige Behörden (Artikel 23) mit Aufsichtsfunktion (Artikel 24) zu benennen. Zum anderen erhält die EU-Kommission die Möglichkeit, Ausführungsbestimmungen zum Datenaltruismus (Artikel 22) und ein europäisches Einwillungsformular für die Zustimmung von den vorgehaltenen Daten betroffener Personen (Artikel 25) zu erlassen. Die national zuständigen Behörden sowie die EU-Kommission haben öffentliche Register (Artikel 17) zu führen, in die datenaltruistische Organisationen unter bestimmten Anforderungen (Artikel 18) eine Aufnahme beantragen (Artikel 19) und sich somit als solche staatlich anerkennen lassen können. Anerkannte datenaltruistische Organisationen sind dann verpflichtet, genaue Aufzeichnungen über die Herkunft und Verarbeitung ihrer Daten zu führen, jährlich der national zuständigen Behörde über ihre Tätigkeit zu berichten (Artikel 20) sowie die Rechte und Interessen derjenigen Personen zu wahren, die von den vorgehaltenen Daten betroffen sind (Artikel 21).

### Europäischer Dateninnovationsrat (Kapitel VI)
Der Daten-Governance-Rechtsakt legt die institutionellen Rahmenbedingungen für ein beratendes Expertengremium ohne Rechtspersönlichkeit, Aufsichtsfunktion und rechtsverbindliche Entscheidungsbefugnisse fest (Artikel 29), das durch die EU-Kommission eingesetzt und geführt wird, und definiert seine Aufgaben. Der Europäische Dateninnovationsrat besteht aus 3 Untergruppen zu den Themen „Datenvermittlungsdienste / Datenaltruismus“ (vertreten durch die zuständigen Behörden), „Datentechnik (z.B. Normung, Übertragung, Interoperabilität)“ und „Interessensgruppen“ (vertreten z. B. durch die Wirtschaft, Forschung, Wissenschaft, Zivilgesellschaft). Der umfangreiche Aufgabenkatalog des Gremiums (Artikel 30) umfasst vorwiegend die Kernthemen des Daten-Governance-Rechtsakts, aber auch allgemeine Aspekte der Europäischen Datenstrategie und dient maßgeblich der Beratung der EU-Kommission.